# Urera
Urera es un género con 110 especies de plantas de flores perteneciente a la familia Urticaceae.

## Descripción
Son hierbas grandes, arbustos o árboles pequeños ocasionalmente escandentes (o lianas), frecuentemente con tricomas urticantes dispersos o espinas urticantes puntiagudas; plantas monoicas o dioicas. Tiene hojas alternas, enteras, serradas o profundamente lobadas, con cistolitos punctiformes o cortamente lineares, generalmente pinnatinervias; las estípulas en pares, libres o más o menos fusionadas alrededor de la base del pecíolo. Las inflorescencias son paniculadas, cimosas o simples sólo con unas pocas flores agrupadas, axilares o caulifloras; las flores masculinas con perianto 4 o 5-partido; las flores femeninas con perianto 4-partido, estigma generalmente penicilado (linear en U. laciniata), persistente en el fruto. El fruto es un aquenio al menos parcialmente rodeado por el perianto agrandado y carnoso, abayado en el material fresco, delgado y en forma de bráctea en el material seco, aplicado al fruto y encerrándolo o abrazándolo.

## Especies seleccionadas
- Urera acuminata
- Urera alceaefolia
- Urera altissima
- Urera amberana
- Urera amplissima
- Urera aurantiaca
- Urera baccifera ortiga brava
- Urera caracasana (Jacq.) Gaudich. ex Griseb. pringamoza del río Magdalena[1]
- Urera glabra
- Urera laciniata